# Aethalina plumosa
Aethalina plumosa är en fjärilsart som beskrevs av Alfred Ernest Wileman och Reginald James West 1930.
Aethalina plumosa ingår i släktet Aethalina och familjen nattflyn. Inga underarter finns listade i Catalogue of Life.